# حارة التقدم (كريتر)
حارة التقدم هي إحدى حارات حي السلفي الواقع بمديرية كريتر التابعة لمحافظة عدن، بلغ تعداد سكانها 1505 نسمة حسب تعداد اليمن لعام 2004.